# Upland (Nebraska)
Upland és una població dels Estats Units a l'estat de Nebraska. Segons el cens del 2000 tenia 179 habitants.

## Demografia
Segons el cens del 2000, Upland tenia 179 habitants, 70 habitatges, i 51 famílies. La densitat de població era de 168,6 habitants per km².
Dels 70 habitatges en un 38,6% hi vivien nens de menys de 18 anys, en un 57,1% hi vivien parelles casades, en un 10% dones solteres, i en un 27,1% no eren unitats familiars. En el 24,3% dels habitatges hi vivien persones soles el 4,3% de les quals corresponia a persones de 65 anys o més que vivien soles. El nombre mitjà de persones vivint en cada habitatge era de 2,56 i el nombre mitjà de persones que vivien en cada família era de 3,04.
Per edats la població es repartia de la següent manera: un 31,8% tenia menys de 18 anys, un 4,5% entre 18 i 24, un 31,3% entre 25 i 44, un 17,9% de 45 a 60 i un 14,5% 65 anys o més.
L'edat mediana era de 36 anys. Per cada 100 dones de 18 o més anys hi havia 96,8 homes.
La renda mediana per habitatge era de 29.792 $ i la renda mediana per família de 35.625 $. Els homes tenien una renda mediana de 29.500 $ mentre que les dones 18.750 $. La renda per capita de la població era de 15.284 $. Aproximadament el 12,1% de les famílies i l'11,2% de la població estaven per davall del llindar de pobresa.

## Poblacions més properes
El següent diagrama mostra les poblacions més properes.